# الوكالة الوطنية للموانئ (المغرب)
الوكالة الوطنية للموانئ (وتسمى إختصاراً بـ ANP) هي مؤسسة عمومية في المغرب، وتتمتع بشخصية معنوية واستقلال مادي، وتمارس وزارة التجهيز والنقل واللوجستيك والماء الوصاية التقنية عليها، وتخضع الوكالة للمراقبة المالية المطبقة من طرف الدولة على المؤسسات العمومية وفقا للتشريعات المعمول بها.

## المهام والاختصاصات
- مواصلة تنفيذ المشاريع المينائية الكبرى
- المحافظة على الموروث المينائي
- المساهمة في تنفيذ الاستراتيجية الوطنية للتنافسية اللوجستية
- تسهيل وتبسيط إجراءات العبور المينائي
- الاستمرار في تنفيذ الإصلاح المينائي بموجب القانون 02-15
- تنظيم الأنشطة والمتعاملين المينائيين
- تحسين التنافسية للقطاع المينائي
- الأمن والسلامة وحماية البيئة داخل المجال المينائي